# Bayerische Handelsbank
Die Bayerische Handelsbank war ein 1869 gegründetes, deutsches Kreditinstitut in München, das hauptsächlich im Bereich Kredit, Hypothekenkredit und im Bereich gewerblicher Kunden tätig war.

## Geschichte
Das Institut dehnte seinen Geschäftsbetrieb bald über München aus. 1909 bestanden u. a. Niederlassungen in Bamberg, Bayreuth, Hof, Kulmbach - mithin in ganz Bayern.
1980 erfolgte die Umfirmierung in Bayerische Handelsbank AG. 2001 erfolgte der Zusammenschluss mit weiteren Instituten aus der HVB-Gruppe (Süddeutsche Bodencreditbank, Nürnberger Hypothekenbank AG und Westhyp) zur Hypo Real Estate Group.